# Rebáb (félgömb alakú)
A rebáb (rabáb, rabába, rubáb stb. arab ربابة) hangszernév sokféle, egymástól gyakran jelentősen eltérő húros hangszert, pengetős vagy vonós lantot jelöl az iszlám hatása alá került régiókban. Ezek közül a legjellemzőbbek a félgömb alakú hangszertesttel épült nyárshegedűk. Arab nevük rebáb, rabába, a Közel-Keleten perzsa jövevényszóként még kamándzsa, perzsa nyelvterületen, az iráni világban a rebáb mellett kamáncsa (kamānča) és gecsak (ḡečak); iraki arab nyelven dzsoza, törökül a rebâb mellett ıklığ néven is nevezik.

## Leírása
A rebáb teljes hosszúsága legtöbbször valamivel kevesebb egy méternél. Egy, kettő, három vagy négy húrja van, ezek anyaga összefont selyemszál, lószőr, bél vagy fém. Gömbölyű teste fából, kókuszdió kitisztított héjából vagy tökhéjból készül; úgy van elmetszve, hogy a gömbformának több mint fele megmaradjon. A nyitott kerek felületet bőrből, bélből vagy hólyagból készült feszes hártya borítja, ezen áll a húrláb. A hangszertesten kis hanglyukak vannak. A hengeres, vagy kúpszerűen lefelé vékonyodó nyak keresztülhalad a testen, alsó vége a húrtartó szerepét tölti be. A húrok innen kiindulva, a húrláb érintésével futnak a nyakkal egybesimuló hangolófejbe vésett hosszanti vályúhoz, ahol az oldalsó állású hangolókulcsokra tekerednek. A nyak alsó végén kovácsoltvasból készült arasznyi hosszú tüske, „láb” lehet, amely a hangszer támasztékául szolgál. A vonó pálcája enyhén ívelt, végpontjai között gyantázott lószőr feszül.

## Használata
A zenész törökülésben helyezkedik el, a hangszert bal kezével függőlegeshez közeli helyzetben tartja. Ha a rebábnak van tüskeszerű lába, akkor az a földön áll, ha nincs, a hangszer húrtartója a zenész térdén nyugszik. A vonót a keleten megszokott módon, tenyérrel kifelé fordított kézben tartják. Egyik húrról a másikra úgy térnek át, hogy a vonó mozgásának vonala nem változik, ehelyett a hangszert fordítják el kis mértékben a hossztengelye körül.

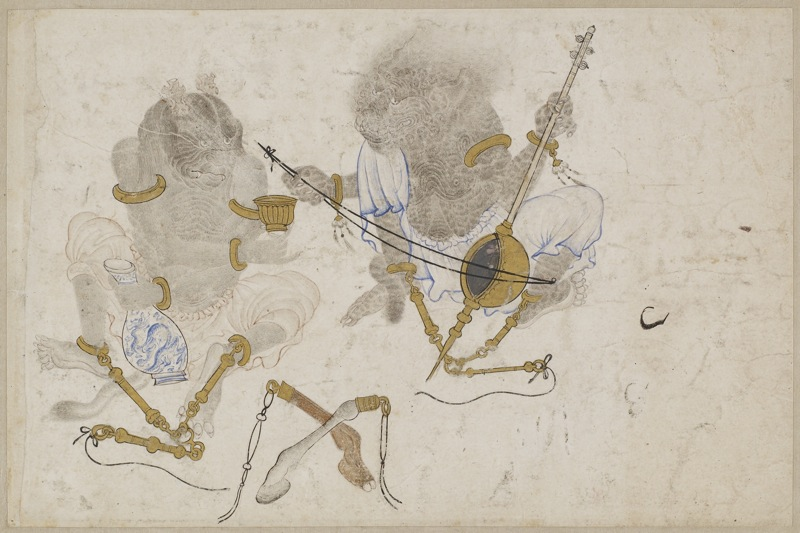
Démon, kezében rebáb vagy kamándzsa egy iráni vagy közép-ázsiai rajzon
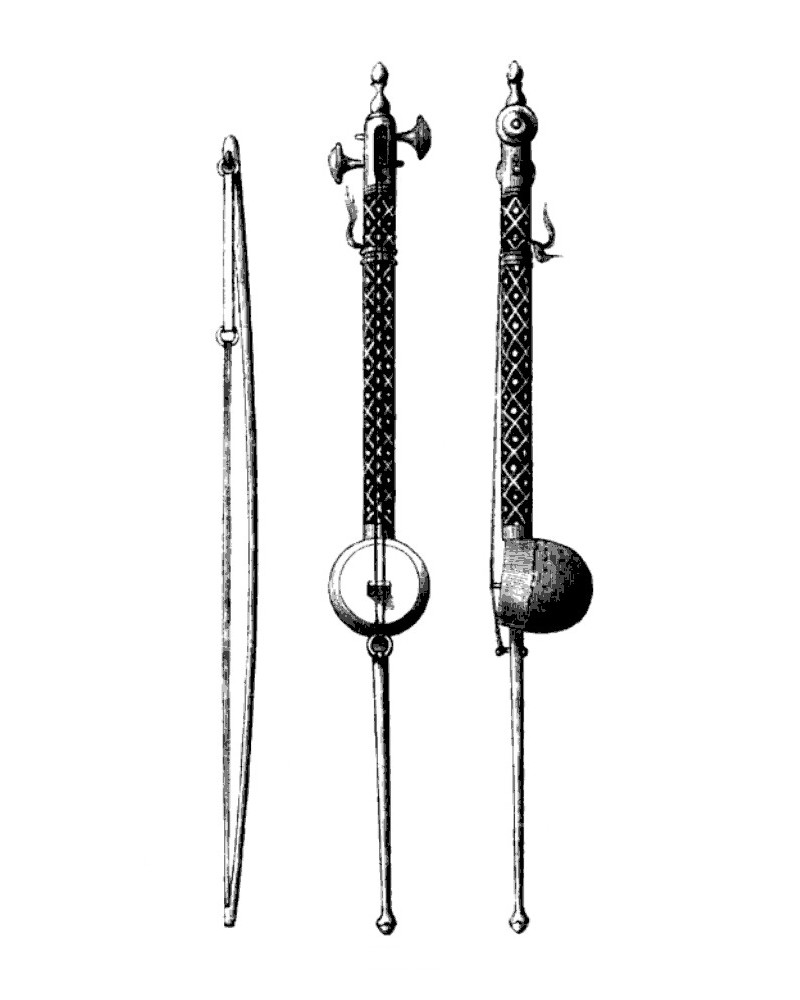
Egyiptomi kamándzsa vagy rebáb, 19. század
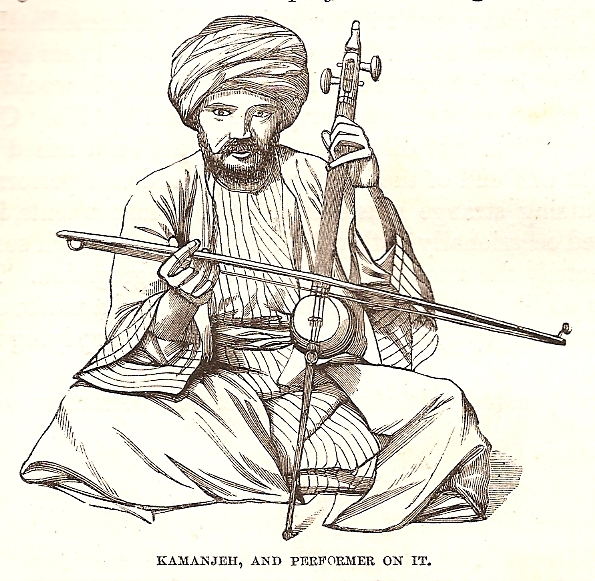
A rebáb vagy kamándzsa használata
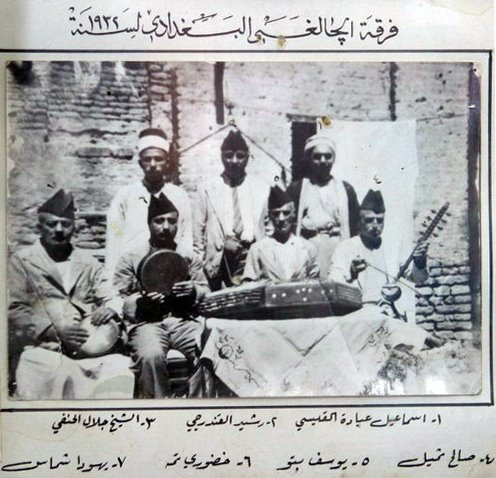
Félgömb testű nyárshegedű, dzsoza egy iraki zenekarban (jobbra)